# Hurley River
Hurley River är ett vattendrag i Kanada.   Det ligger i provinsen British Columbia, i den sydvästra delen av landet, 3 500 km väster om huvudstaden Ottawa. Hurley River ligger vid sjöarna  Carpenter Lake och Downton Lake.
I omgivningarna runt Hurley River växer i huvudsak barrskog. Trakten runt Hurley River är nära nog obefolkad, med mindre än två invånare per kvadratkilometer.